# William Pitt il Vecchio
(William Pitt il Vecchio)
William Pitt, I Conte di Chatham detto il Vecchio (Westminster, 15 novembre 1708 – Hayes, 11 maggio 1778), è stato un politico britannico.
Ha fatto parte del Partito Whig. Nell'arco della sua quarantennale attività politica, accompagnata dal più caldo e talvolta entusiastico consenso popolare, la Gran Bretagna si trasformò in potenza imperiale (basti pensare alla conquista dell'India e del Canada) mentre, all'interno, prese vigore il sistema parlamentare-costituzionale. Viene comunemente ricordato come Pitt il Vecchio per distinguerlo da suo figlio William Pitt il Giovane, anch'egli politico e primo ministro britannico.
Tratto caratteristico della sua carriera è che essa si svolse quasi ininterrottamente sui banchi della Camera dei Comuni. Fu assai raramente chiamato al governo e per brevi periodi (anche se furono momenti fondamentali per la storia inglese) e una sola volta divenne Primo Ministro, dal 30 luglio 1766 al 14 ottobre 1768.

## Biografia
Iniziò la sua attività nel 1735 ponendosi subito in luce per i suoi veementi attacchi contro la politica grettamente conservatrice e corrotta del Walpole. Ciò gli procurò una larga popolarità destinata a crescere ancora di più quando, caduto il potente primo ministro, l'intervento reale gli impedì di accedere al nuovo ministero. Ben presto però fu chiaro che le sue acute percezioni politiche ed il largo appoggio popolare facevano di lui una personalità che non era più possibile ignorare.
Ministro del gabinetto del Duca di Newcastle, tornò al governo nel 1757 come ministro della Guerra nel momento più drammatico della Guerra dei sette anni, quando le sorti del conflitto sembravano volgere decisamente a sfavore della Gran Bretagna. La guida di Pitt galvanizzò gli animi: la sua vertiginosa e multiforme attività e la solidarietà di tutto il popolo riuscirono a capovolgere le sorti della guerra.
Nominato dal re Conte di Chatham, divenne infine Primo Ministro. Ma fu un'amara esperienza: a poco a poco il favore popolare lo abbandonò ed egli fu rapidamente sommerso da un'ondata di critiche e di contestazioni sul suo operato. Si dimise, ritirandosi a vita privata. Tornò alla politica nel 1778, dolorosamente colpito dalla dichiarazione d'indipendenza americana che il governo e il re non avevano, a suo dire, saputo evitare. Morì mentre pronunciava un discorso al suo banco parlamentare.

## Ascendenza
|                                  |                                        |                                         | Genitori                                 |  |  | Nonni |  |  | Bisnonni       |  |  | Trisnonni   |  |
|                                  |                                        |                                         |                                          |  |  |       |  |  | rev. John Pitt |  |  | Thomas Pitt |  |
|                                  |                                        |                                         |                                          |  |  |       |  |  | rev. John Pitt |  |  | Thomas Pitt |  |
|                                  |                                        | Priscilla Searle                        |                                          |  |  |       |  |  | rev. John Pitt |  |  |             |  |
| Thomas Pitt                      |                                        |                                         |                                          |  |  |       |  |  | rev. John Pitt |  |  |             |  |
|                                  |                                        | Sarah Jay                               | John Jay                                 |  |  |       |  |  |                |  |  |             |  |
|                                  |                                        | Sarah Jay                               | John Jay                                 |  |  |       |  |  |                |  |  |             |  |
|                                  |                                        | Sarah Jay                               | Sarah Pitt                               |  |  |       |  |  |                |  |  |             |  |
| sir Robert Pitt                  |                                        | Sarah Jay                               |                                          |  |  |       |  |  |                |  |  |             |  |
|                                  |                                        | sir James Innes, III baronetto          | sir Robert Innes, II baronetto           |  |  |       |  |  |                |  |  |             |  |
|                                  |                                        | sir James Innes, III baronetto          | sir Robert Innes, II baronetto           |  |  |       |  |  |                |  |  |             |  |
|                                  |                                        | sir James Innes, III baronetto          | hon. Jean Ross                           |  |  |       |  |  |                |  |  |             |  |
| Jane Innes                       |                                        | sir James Innes, III baronetto          |                                          |  |  |       |  |  |                |  |  |             |  |
|                                  |                                        | Sarah Vincent                           | John Vincent                             |  |  |       |  |  |                |  |  |             |  |
|                                  |                                        | Sarah Vincent                           | John Vincent                             |  |  |       |  |  |                |  |  |             |  |
|                                  |                                        | Sarah Vincent                           | Sarah Baker                              |  |  |       |  |  |                |  |  |             |  |
| William Pitt, I conte di Chatham |                                        | Sarah Vincent                           |                                          |  |  |       |  |  |                |  |  |             |  |
|                                  | George Villiers, IV visconte Grandison | sir Edward Villiers                     |                                          |  |  |       |  |  |                |  |  |             |  |
|                                  | George Villiers, IV visconte Grandison | sir Edward Villiers                     |                                          |  |  |       |  |  |                |  |  |             |  |
|                                  | George Villiers, IV visconte Grandison | Barbara St.John                         |                                          |  |  |       |  |  |                |  |  |             |  |
| hon. Edward FitzGerald-Villiers  | George Villiers, IV visconte Grandison |                                         |                                          |  |  |       |  |  |                |  |  |             |  |
|                                  |                                        | lady Mary Leigh                         | Francis Leigh, I conte di Chichester     |  |  |       |  |  |                |  |  |             |  |
|                                  |                                        | lady Mary Leigh                         | Francis Leigh, I conte di Chichester     |  |  |       |  |  |                |  |  |             |  |
|                                  |                                        | lady Mary Leigh                         | hon. Audrey Boteler                      |  |  |       |  |  |                |  |  |             |  |
| Harriet FitzGerald-Villiers      |                                        | lady Mary Leigh                         |                                          |  |  |       |  |  |                |  |  |             |  |
|                                  |                                        | sir John FitzGerald, VII lord di Decies | Gerald FitzGerald, VI lord di Decies     |  |  |       |  |  |                |  |  |             |  |
|                                  |                                        | sir John FitzGerald, VII lord di Decies | Gerald FitzGerald, VI lord di Decies     |  |  |       |  |  |                |  |  |             |  |
|                                  |                                        | sir John FitzGerald, VII lord di Decies | Mabel Digby                              |  |  |       |  |  |                |  |  |             |  |
| Catherine FitzGerald             |                                        | sir John FitzGerald, VII lord di Decies |                                          |  |  |       |  |  |                |  |  |             |  |
|                                  |                                        | Catherine Power                         | John Power, V lord Le Power e Coroghmore |  |  |       |  |  |                |  |  |             |  |
|                                  |                                        | Catherine Power                         | John Power, V lord Le Power e Coroghmore |  |  |       |  |  |                |  |  |             |  |
|                                  |                                        | Catherine Power                         | Ruth Pyphoe                              |  |  |       |  |  |                |  |  |             |  |
|                                  |                                        | Catherine Power                         |                                          |  |  |       |  |  |                |  |  |             |  |